# Odra Wodzisław Śląski
Maillots
Le MKS Odra Wodzisław Śląski est un club  polonais de football basé à Wodzisław Śląski.

## Historique
- 1922 : fondation du club sous le nom de KS Odra Wodzisław Śląski
- 1948 : le club est renommé Kolejarz Wodzisław Śląski
- 1963 : le club est renommé Gorniczy KS Wodzisław Śląski
- 1976 : le club est renommé GKS Odra Wodzisław Śląski
- 1992 : le club est renommé MKS Odra Wodzisław Śląski
- 1997 : 1re participation à une Coupe d'Europe (C3, saison 1997/98)

## Bilan sportif

### Palmarès
- Coupe de la Ligue polonaise :
  - Finaliste (1) : 2009

### Bilan européen
Note : dans les résultats ci-dessous, le score du club est toujours donné en premier.
| Saison    | Compétition     | Tour            | Club               | Domicile | Extérieur | Total     |
| --------- | --------------- | --------------- | ------------------ | -------- | --------- | --------- |
| 1997      | Coupe Intertoto | Groupe 9        | Rapid Bucarest     | 2 - 4    | N/A       | Troisième |
| 1997      | Coupe Intertoto | Groupe 9        | Olympique lyonnais | N/A      | 2 - 5     | Troisième |
| 1997      | Coupe Intertoto | Groupe 9        | MŠK Žilina         | 0 - 0    | N/A       | Troisième |
| 1997      | Coupe Intertoto | Groupe 9        | Austria Vienne     | N/A      | 5 - 1     | Troisième |
| 1997-1998 | Coupe UEFA      | Premier tour Q  | Pobeda Prilep      | 3 - 0    | 1 - 2     | 4 - 2     |
| 1997-1998 | Coupe UEFA      | Deuxième tour Q | Rotor Volgograd    | 3 - 4    | 0 - 2     | 3 - 6     |
| 2003      | Coupe Intertoto | Premier tour    | Shamrock Rovers    | 1 - 2    | 0 - 1     | 1 - 3     |
| 2004      | Coupe Intertoto | Premier tour    | Dinamo Minsk       | 1 - 0    | 0 - 2     | 1 - 2     |

Légende
- Victoire ou qualification pour le tour suivant
- Match nul
- Défaite ou élimination de la compétition